# دهستان تنگ
دهستان تنگ، یکی از دهستان‌های بخش کهیر شهرستان کنارک در استان سیستان و بلوچستان ایران است. مرکز این دهستان، روستای بندر تنگ است.

## جمعیت
بر پایه سرشماری عمومی نفوس و مسکن در سال ۱۳۹۵، جمعیت دهستان تنگ برابر با ۵٬۸۵۸ نفر بوده‌است.